# Pseudaulacaspis cordylinidis
Pseudaulacaspis cordylinidis är en insektsart som först beskrevs av William Miles Maskell 1879.  Pseudaulacaspis cordylinidis ingår i släktet Pseudaulacaspis och familjen pansarsköldlöss. Inga underarter finns listade i Catalogue of Life.